# Šolska divizija
Šolska divizija je divizija, ki zagotavlja urjenje in šolanje novih ter starih vojakov.
Glede na tip zadolžitev se jih deli na:
- trenažne in
- vadbene.